# Школа Иезуитов
Иезуи́тские шко́лы —  школы, базирующиеся на системе педагогики иезуитов, которые были основаны орденом иезуитов на фоне контрреформации. Целью создания школ являлось воспитание и обучение юношей из привилегированных социальных слоёв в католическом духе.

## История открытия школ
Принципы образования ордена иезуитов основаны на взглядах св. Игнатия Лойолы на мир и жизнь. Сначала Лойола даже не предполагал, что орден будет заниматься светским образованием. Но по прошествии времени стало понятно, что ордену очень нужны высокообразованные люди. Кроме того, существовал большой запрос на образование со стороны общества.
В XVI веке иезуиты стали открывать свои первые школы в Европе. Первая коллегия приняла учеников в 1548 году. В 1551 году Игнатий Лойола обратился к братьям с письмом, в котором подчёркивал необходимость организовывать учебные заведения ордена для учеников по всей Европе. В этом же году была основана Римская коллегия, где иезуиты учили юношей языкам, на следующий год — Немецкая коллегия для студентов-протестантов из Германии. К концу жизни Игнатия Лойолы заведений было уже несколько десятков.
В 1575 году была открыта Греческая коллегия для юношей из Восточной Европы. В 1581 году папский легат в России Антоний Поссевино вёл переговоры с Иваном Грозным, чтобы последний в обязательном порядке посылал на учёбу в Рим российских отроков. Однако Грозный предложение проигнорировал.
В 1579 году открылась коллегия в Вильно, в 1582 году — в Полоцке, в 1584 году — в Несвиже, в 1606 году — в Луцке, в 1608 году — во Львове, в 1612 году — в Орше, в 1614 году — в Каменец-Подольске, в 1617 году — в Перемышле, в 1623 году — в Бресте. Так же стремительно возникали школы во всех странах мира, в том числе в Японии, Индии, Китае.
В 1640 году у иезуитов обучалось 150 тысяч учеников, в 1710 году у них было 612 коллегий и 137 пансионов, в каждом из которых учились от 200 до 3000 учеников. В иезуитских школах (коллегиях) получили образование многие известные в мире люди.
В 1773 году, когда Орден иезуитов был временно запрещён, насчитывали уже более 900 иезуитских школ.

## Система образования в иезуитских школах
Иезуитская система образования долгое время была основной в системе образования Европы. Первоначальный замысел иезуитских коллегий состоял в том, чтобы дать особое образование лишь молодым людям, которые готовились вступить в Общество Иисуса, но очень скоро они были открыты для всех желающих. В 1551 году сам Лойола предложил, помимо богословия преподавать там также логику и историю; позже были добавлены математика, астрономия, физика и философия.
Именно иезуиты придумали делить учеников по классам. Кроме того, они верили, что лучший способ получать знания — не только читать тексты хороших авторов, но и самому писать такие тексты и составлять речи. Немалую роль в системе образования иезуитов играла постановка пьес. Она позволяла легко показывать, как абстрактные и теоретические проблемы могут быть решены в жизни.
С самого начала иезуиты придавали огромное значение самостоятельной работе учеников. Эту идею они описывали термином «ut excitetur ingenium», что означает побуждение учеников к самостоятельному размышлению. Поощрялась и активность учеников.
Немалое значение придавали и физическим упражнениям в иезуитских школах. Но физические наказания были крайне редкими, ибо иезуиты считали, что насилие заставляет человека скрывать истинные намерения, но не исправляет его.
Обучение в прежних гуманистических школах было очень дорого. Лойола же настаивал на абсолютной бесплатности образования. В те времена считали, что хорошая школа бесплатной быть не может, но иезуиты доказали, что это не так. Они приезжали в новый город, привозили с собой учебники, напечатанные в типографиях «Общества Иисуса» программы и готовы были на следующий же день открыть школу. Учителя-иезуиты первыми стали работать с родителями своих подопечных. Все учебные предметы в этих школах были так тонко идеологизированы, что дети сами делали выводы, нужные наставникам. Именно иезуиты ввели в школьный быт обязательные утренники, вечеринки, смотры художественной самодеятельности и праздники на свежем воздухе.
Впервые в истории массовой школы (а свою школу орден иезуитов видел всеобщей и массовой) детей старались набирать из разных социальных групп, следуя идее, что школьный класс должен представлять общество в миниатюре. Школьников делили на звенья, назначали звеньевых. Лучших сажали на почётное место, награждали знаками отличия, всячески пробуждая тщеславие и желание выделиться. Золотые и серебряные медали за успехи в учебе — тоже изобретение иезуитов.

## Принципы иезуитского образования
Основные принципы иезуитского образования сформулированы в объёмном документе «Ratio Studiorum», созданным в 1599 году. В нём довольно подробно описывается система и принцип организации учебных заведений. Такая система (как, например, в Вильнюсском университете в Польше) была предназначена для гарантии принадлежности будущих поколений к католической вере — в современных условиях они, таким образом, обеспечили для себя на долгие годы культурную гегемонию.
До появления «Ratio Studiorum» изначально не существовало чёткой образовательной программы, но у иезуитских школ было несколько общих черт:
- Отказ от платы за обучение;
- Совместимость христианства с современным гуманизмом. Представление оптимистичного образа человека и ориентация на классику;
- Изложение предмета в апелляционной форме через диспуты и театр;
- Предложение развитой религиозной программы в дополнение к школьному предложению;
- Акцент на личных образцах для подражания.

Все эти правила основаны на образовательной концепции иезуитов. Для школы иезуитов характерны:
- Признание личности
- Умение размышлять
- Приверженность справедливости
- Вера в Бога